# Saint-Clair (Ardèche)
Saint-Clair é uma comuna francesa na região administrativa de Auvérnia-Ródano-Alpes, no departamento de Ardèche. Estende-se por uma área de 5,81 km². Em 2010 a comuna tinha 1 184 habitantes (densidade: 203,8 hab./km²).